# Clupeoides borneensis
Cá cơm trích (Danh pháp khoa học: ''Clupeoides borneensis'') là một loài cá cơm trong phân họ Cá cơm sông thuộc họ Clupeidae, chúng là loài cá bản địa của vùng Đông Nam Á và phân bố cả ở Ấn Độ, Thái Lan, Cămpuchia và Inđônêxia. Ở Việt Nam, các cửa sông và hạ lưu các sông thuộc các tỉnh Nam Bộ.
Chúng là loài có giá trị kinh tế nhất định. Cá được dùng ở dạng khô và làm nước mắm. Sản lượng khai thác khá cao, là nguồn thức ăn tươi sống dồi dào cho các loài cá nuôi. Tuy nhiên, ở Việt Nam, nếu như không kịp thời quản lý tốt các phương tiện khai thác thì sẽ ảnh hưởng rất lớn đối với loài cá này. 

## Đặc điểm
Cá có kích thước nhỏ, lớn nhất đạt 8 cm. Cá có thân hình thoi, dẹp bên. Đầu nhỏ, dẹp bên. Thân phủ vảy tròn to, dễ rụng. Không có đường bên. Thân màu trắng ngà. Các vây màu trắng trong. Rìa vây đuôi có màu đen. Trên mút mõm có những chấm đen nhỏ li ti. Miệng trên, hẹp ngang, rạch ngắn kéo dài tới viền trước mắt. Xương hàm dưới nhô ra khỏi hàm trên. Răng nhỏ. Nơi tiếp hợp hai xương răng thành 1 mấu nhô nhọn. Hàm trên dài đến viền trước mắt. Mắt to, nằm lệch phía trên và gần mút mõm hơn tới điểm cuối xương nắp mang. Khoảng cách 2 mắt hẹp, phẳng và gần bằng đường kính mắt.
Lườn bụng bén và có khoảng 20 cái gai nhọn, chạy từ gốc vây ngực hoặc eo mang đến hậu môn. Khởi điểm vây lưng ngang với khởi điểm vây bụng và gần mút mõm hơn gốc vây đuôi. Vây hậu môn dài, nhưng không có các tia vây lẻ ở phía sau, khởi điểm ngang với ngọn của vây đuôi kéo dài. Vây bụng nhỏ, nằm sát với lườn bụng. Vây đuôi phân thùy. Khác với loài cá cơm sông Corica soborna, vây hậu môn nó hoàn toàn không có các tia vây lẻ ở phía sau, vảy quanh cán đuôi 12- 14 chiếc.

## Sinh thái học
Cá cơm trích là một trong những là loài đặc trưng cho khu hệ cá Đông Nam Á và Nam Á, sống ở cửa sông và vùng hạ lưu các sông. Cá ăn các động vật nổi. Mặc dù không được xem là loài di cư nhưng chúng có thể di cư không xa đến các kênh của các sông trong mùa nước lớn. Cá sinh sản quanh năm ở những nơi có cột nước cao, gần mặt nước. Trứng cá nhỏ và trôi nổi. Nó được xem là loài xuất hiện khá đều ở sông Tonlesap ở Cao Miên từ tháng 10 đến tháng 2 năm sau.